# Frederick Abberline
Frederick George Abberline (Dorset, 8 de janeiro de 1843 — Bournemouth, 10 de dezembro de 1929) foi Inspetor Chefe da Polícia Metropolitana de Londres e uma das figuras mais conhecidas no caso Jack, o Estripador, uma série de notórios e violentos assassinatos ocorridos em 1888.

## Vida
Frederick Abberline era filho de Edward Abberline e Hannah Abberline (antes Chinn). Seu pai morreu em 1849, quando Frederick tinha 6 anos, e sua mãe abriu uma pequena loja, podendo assim criar seus filhos Emily, Harriet, Edward e Frederick. Frederick era alto, media cerca de 1,77 m, tinha cabelo castanho escuro, olhos castanhos e pele saudável. Era tido como um excelente policial e bom esposo. Abberline casou-se duas vezes, na primeira com Martha Mackness, em março de 1868, aos 25 anos de idade, mas ela morreu três meses depois, vítima de tuberculose. Aos 32 anos, casou-se de novo, desta vez com Emma Beament, em 17 de setembro de 1876. Não tiveram filhos, mas tudo indica que eram felizes, levando-se em conta o fato de que ficaram juntos até a morte de Abberline, ocorrida 50 anos mais tarde. Após trabalhar na polícia por 41 anos, Abberline se aposentou e passou o resto de sua vida em Estcourt, Bournemouth. Frederick Abberline morreu aos 86 anos em Bournemouth, em sua casa na Holdenhurst Road, 195. Foi sepultado no Cemitério Wimborne Road. Em 2007, com a aprovação de parentes vivos, uma placa de granito foi erguida sobre onde estão enterrados Abberline e sua esposa, com o fim de este homem fosse reconhecido. Há uma placa comemorativa a Abberline na Holdenhurst Road, número 195, desde 2001.

## Carreira Policial
Frederick trabalhou como relojoeiro até que, em 5 de janeiro de 1863, aos 19 anos, foi para Londres, onde se alistou na Polícia Metropolitana de Londres, nomeado para a Divisão N, encarregada da região de Islington. Foi promovido ao posto de sargento em 19 de agosto de 1865, aos 21 anos, quando foi mudado para a Divisão Y, que abrangia Highgate. Sua promoção a inspetor ocorreu em 10 de março de 1873, e três dias depois foi transferido para a Divisão H em Whitechapel. Em 26 de fevereiro de 1887, Abberline foi transferido para a Divisão A (Whitehall), e depois foi para a Divisão CO (Escritório Central), a própria Scotland Yard, em 19 de novembro de 1887. Foi promovido Inspetor de Primeira Classe em 9 de fevereiro de 1888 e Inspetor-Chefe em 22 de dezembro de 1890. Fez parte das investigações dos casos de ver Jack, o Estripador, e também o escândalo da Rua Cleveland, em que teve de investigar um bordel, possivelmente para homossexuais, que era frequentado pelo Duque de Clarence, segundo na linha de sucessão ao trono inglês na época. Obviamente, exigiu-se dele muita diplomacia e tato. Em 8 de novembro de 1892, Abberline se aposentou da polícia, carregando 84 prêmios. Após isso trabalhou como agente de investigação privado, ficando 12 anos na famosa agência de detetives  Pinkerton, atuando com agente europeu.

## Caso Jack, o Estripador
Em agosto de 1888, iniciou-se uma série de assassinatos violentos no bairro de Whitechapel. Mary Ann Nichols,Annie Chapman, Elizabeth Stride, Catherine Eddowes, Mary Jane Kelly, conhecidas como as "cinco canônicas", foram, de acordo com dados policiais, mortas pelo mesmo assassino: Jack, o Estripador. Chegou-se a tal conclusão pelas características de seus assassinatos. Todas tinham dois cortes profundos no pescoço e incisões no abdômen. Apenas Elizabeth Stride não possuía incisões no abdômen, o que foi atribuído à possibilidade de o assassino ter sido interrompido. Logo no mesmo dia, Catherine Eddowes foi encontrada morta, o que ficou conhecido como "episódio duplo". Abberline foi chamado para comandar as investigações no caso "Estripador", por já ter experiência em trabalhar em Whitechapel. Suspeitou de Seweryn Klosowski, conhecido também como George Chapman, no entanto o caso nunca foi resolvido, tomando o imaginário dos londrinos e imortalizando tanto Jack como Abberline.

## Abberline na "Cultura Popular"
Frederick Abberline foi eternizado por aparições em filmes de sucesso.
1. O Lobisomem (The Wolfman) EUA, 2010. Interpretado por Hugo Weaving, Abberline aparece como o detetive que investiga os assassinatos cometidos pelo monstro Lobisomem, interpretado por Benicio Del Toro.
2. The Collector EUA, 2004. Série de TV. Aparece no capítulo "O Estripador", interpretado por Robert Wisden.
3. Do Inferno (From Hell) EUA, 2001. Interpretado por Johnny Depp, Abberline deve investigar os assassinatos cometidos por Jack, o Estripador, e se apaixona por uma das vítimas, interpretada por Heather Graham.
4. Jack, o Estripador (Jack, the Ripper) (TV) Reino Unido, 1988. Interpretado por Michael Caine, mostra os caminhos de Abberline atrás de Jack.[3]
5. Assassin's Creed Syndicate, apareceu para ajudar os gêmeos Frye com os casos ocorridos em Londres. Retornando na expansão Jack, o Estripador.
6. Kuroshitsuji: Book of Circus, aparece vagamente no segundo episódio em uma biblioteca, aparentemente, policial.